# Liga Națională (baschet masculin)
Liga Națională de Baschet Masculin este primul eșalon valoric al baschetului masculin românesc. A fost fondată în 1950, an în care titlul a fost cucerit de Metalul 23 August București. Competiția adună la start 16 echipe.

## Format
Sezonul regulat este format din două faze. Prima fază a grupelor începe în luna octombrie și se termină în aprilie. Fiecare echipă dispută câte două meciuri împotriva celorlalte  (30 de meciuri în total), în sistem tur-retur. Primele opt clasate se califică pentru „Play-off”, iar celelalte opt joacă în „Play-out”. În playoff se va juca în sferturi de finală după sistemul cel mai bun din 5 meciuri astfel: locul 1 vs locul 8, locul 2 vs locul 7 etc, primele două meciuri urmând să se dispute la echipa cea mai bine clasată. În play-out se joacă pentru stabilirea clasamentului final.

## Istoric
La puțin timp după apariția "cadrului" oficial, în anul 1922 este organizat și primul campionat inter-școlar, intitulat “Cupa YMCA”, și câștigat, evident, de echipa gazdelor de la Liceul Mihai Viteazu, care s-a impus în finală, cu 12-11. În 1922 este organizat și primul campionat regional al Munteniei, cu participarea a 15 echipe, provenind de la opt cluburi sportive. Și tot în același an, clubul “Avântul” reușește să formeze prima echipă feminină de baschet din România. Emulația produsă la nivelul liceelor se extinde și la universități, iar în 1924, baschetul este introdus în programa Institutului de Educație Fizică din București. Hegemonia Liceului Mihai Viteazu este întreruptă după șapte ani de Liceul Spiru Haret, în 1928, când reușește să obțină trofeul interșcolar. Tot in 1928, baschetul atrage din ce in ce mai mulți practicanți, ajungând și la Focșani, prin intermediul militarilor, dar și la Eforie, cu sprijinul studenților de la INEF aflați la mare pentru cursurile de natație. Un an mai târziu, jocul în cinci începe să prindă rădăcini și mai puternice, în 1929 fiind organizat primul campionat bucureștean, care s-a desfășurat în luna mai cu participarea a cinci echipe: Tenis Club Român, PTT, YMCA, Viforul Dacia și Rugby Club Român. În ultimul act al competiției au intrat TCR si YMCA, prima echipă câștigând laurii primului turneu din Capitală, cu scorul 38-32. Totodată, organizatorii l-au desemnat pe Richard Hillard ca fiind cel mai valoros jucător, acesta dovedindu-se, ulterior, unul dintre promotorii importanți ai baschetului românesc.
Concomitent cu întrecerea universitară, tot în 1934, a fost constituită Liga Muntenia, care trece în timp ca fiind primul campionat cu extindere națională. Din 1936, baschetul pătrunde și în alte orașe, pe harta competițională adăugându-se Sibiu, Timișoara, Iași și Brașov, în vreme ce în București erau înregistrate oficial 32 de echipe.
După o perioadă de acalmie, cauzată și de cel de-al Doilea Război Mondial, în 1945, baschetul este revigorat cu sprijinul Organizației Sportului Popular, care programează campionate școlare și universitare, precum și întreceri sindicale inter-orașe. Prima ediție a Cupei Orașelor este câștigată de “Viforul Dacia” la masculin și de “Sportul Studențesc” la feminin.
Din 1950, campionatul național începe să se dispute sub formă divizionară, primele trofee fiind cucerite de Locomotiva CFR, la feminin, și Metalul 23 August, la masculin. După 1953, întrecerea masculină divizionară devine o afacere în doi, CCA (Steaua) și Dinamo disputându-și supremația până în 1991. În toată această perioadă, Dinamo adjudeca 18 titluri naționale, în vreme ce CCA (Steaua) își trece în cont 21 de trofee.
În sezonul 2007-2008, CSU Asesoft Ploiești a fost invitată să joace în Eurocupa ULEB.
În sezonul 2012-2013, echipa CSU Asesoft Ploiești a câștigat campionatul după ce a învins formația BC Mureș în finală. Locul trei a fost adjudecat de CSM Oradea. CSU Asesoft Ploiești a primit dreptul de a se înscrie în Eurocupă (a doua competiție ca importanță din Europa). Echipele BC Mureș, CSM Oradea și câștigătoarea Cupei României, CS Gaz Metan Mediaș, au primit dreptul de participare în Eurochallenge. Pentru sezonul 2013-2014, SCM U Craiova și-a anunțat participarea în Liga Balcanică.  
În sezonul 2013-2014, echipa CSS Giurgiu nu s-a mai înscris în campionat, iar Steaua Turabo București și CSM București au fuzionat. Astfel, sezonul a început cu doar 14 echipe, nici o echipă neretrogradând la finalul sezonului regulat. Campionatul a fost câștigat de CSU Asesoft Ploiești după ce a învins în finală pe CSM Oradea iar locul 3 a fost adjudecat de BC Mureș. Energia Rovinari a fost câștigătoarea Cupei României.
În sezonul 2014-2015 au luat startul doar 13 echipe după ce Știința București nu s-a înscris în campionat deși promovase, iar CS Concordia Chiajna și CS Farul Constanța s-au retras din campionat.
CSU Asesoft Ploiești a participat pentru al doilea an consecutiv în Eurocupă (a doua competiție ca importanță din Europa), iar CSM Oradea, U Mobitelco Cluj și Energia Rovinari au participat în Eurochallenge. De asemenea, SCM Universitatea Craiova a participat în Liga Balcanică.
La finele sezonul 2014-2015 CSU Asesoft Ploiești a câștigat titlul în fața echipei BC Mureș. CS Energia Târgu Jiu a obținut locul 3, iar Steaua CSM București locul 4.
Pe plan internațional, CSU Asesoft Ploiești a ajuns până în Last 32 EuroCup, Energia Rovinari a obținut locul 3 în EuroChallenge, iar SCM Universitatea Craiova a ajuns până în sferturile BIBL.
Sezonul 2019-2020 a fost anulat la data de 19 mai 2020, de către Consiliul Director al FRB care a constatat imposibilitatea continuării competiției, din cauza pandemiei de COVID-19. 
În sezonul 2021-2022, U-BT Cluj-Napoca a ajuns până în sferturile Basketball Champions League (BCL). În sezoanele 2023-2024 și 2024-2025 a ajuns până în sferturile Eurocupei.
În sezonul 2024-2025, CSO Voluntari a cucerit trofeul ENBL.

## Echipele românești în competițiile europene în 2025-2026
| Competiție          | Echipă            | Progres            |
| ------------------- | ----------------- | ------------------ |
| Eurocupa            | U-BT Cluj-Napoca  | Grupe              |
| Liga ABA            | U-BT Cluj-Napoca  | Grupe              |
| Liga Campionilor    | CSM CSO Oradea    | Turneu 2: Sferturi |
| FIBA Cupa Europeana | CS Vâlcea 1924    | Grupe              |
| FIBA Cupa Europeana | CSM Corona Brașov | Runda calificare   |
| ENBL                | CSO Voluntari     | Grupe              |

## Participante în sezonul 2025-2026
| Echipă            | Oraș        | Arenă                              | Locuri |
| ----------------- | ----------- | ---------------------------------- | ------ |
| BC CSU Sibiu      | Sibiu       | Sala Transilvania                  | 1.800  |
| Dinamo București  | București   | Sala Sporturilor Dinamo            | 2.500  |
| CSM Galați        | Galați      | Sala Sporturilor Galați            | 1.000  |
| CSM Târgu Mureș   | Târgu Mureș | Sala Sporturilor Târgu Mureș       | 2.000  |
| Rapid București   | București   | Sala Polivalentă „Rapid”           | 1.500  |
| CSM Corona Brașov | Brașov      | DP Colibași Brașov                 | 1.570  |
| CSM Târgu Jiu     | Târgu Jiu   | Sala Sporturilor Târgu Jiu         | 1.223  |
| CSM Ploiești      | Ploiești    | Sala Sporturilor Olimpia           | 3.500  |
| CSM CSO Oradea    | Oradea      | Oradea Arena                       | 5.000  |
| CS Vâlcea 1924    | Vâlcea      | Sala Sporturilor „Traian”          | 3.126  |
| CSO Voluntari     | Voluntari   | Sala de Sport "Gabriela Szabo"     | 1.174  |
| BCM U Pitești     | Pitești     | Sala Sporturilor Trivale           | 1.600  |
| BC Timișoara      | Timișoara   | Sala Sporturilor „Constantin Jude” | 2.200  |
| SCM Craiova       | Craiova     | Sala Polivalentă Craiova           | 4.000  |
| Steaua București  | București   | Sala Mihai Viteazu                 | 500    |
| U-BT Cluj-Napoca  | Cluj-Napoca | Sala Polivalentă Cluj Napoca       | 10.000 |

### Foste participante
| Echipă                | Oraș        | Arenă                              | Locuri |
| --------------------- | ----------- | ---------------------------------- | ------ |
| ABC Laguna Bucuresti  | Bucuresti   | Arena de Baschet București         | 500    |
| BC Mureș              | Târgu Mureș | Sala Sporturilor Târgu Mureș       | 2.000  |
| Gaz Metan Mediaș      | Mediaș      | Sala Sporturilor Mediaș            | 462    |
| Asesoft Ploiești      | Ploiești    | Sala Sporturilor Olimpia           | 3.500  |
| CS Universitatea Cluj | Cluj Napoca | Sala Sporturilor „Horia Demian”    | 2.500  |
| BC Timba Timișoara    | Timișoara   | Sala Sporturilor „Constantin Jude” | 2.200  |
| Energia Rovinari      | Târgu Jiu   | Sala Sporturilor Târgu Jiu         | 1.500  |
| Concordia Chiajna     | Chiajna     | Sala Sporturilor Chiajna           | 200    |
| Farul Constanța       | Constanța   | Sala Sporturilor Constanța         | 1.500  |
| CSM 2007 Focșani      | Focșani     | Sala Polivalentă Focșani           | 1.000  |
| CSM Energia Târgu Jiu | Târgu Jiu   | Sala Sporturilor Târgu Jiu         | 1.500  |
| CSM Constanța         | Constanța   | Sala Sporturilor Constanța         | 2.000  |

## Rezultate Final 4
| Sezon   | Campioni                               | Scor                                   | Vicecampioni                           | Locul III                              | Locul IV                               |
| ------- | -------------------------------------- | -------------------------------------- | -------------------------------------- | -------------------------------------- | -------------------------------------- |
| 1950/51 | Metalul 23 August București            |                                        |                                        |                                        |                                        |
| 1951/52 | Metalul 23 August București            |                                        |                                        |                                        |                                        |
| 1952/53 | Dinamo București                       |                                        |                                        |                                        |                                        |
| 1953/54 | Dinamo București                       |                                        |                                        |                                        |                                        |
| 1954/55 | Dinamo București                       |                                        |                                        |                                        |                                        |
| 1955/56 | Steaua București                       |                                        |                                        |                                        |                                        |
| 1956/57 | Dinamo București                       |                                        |                                        |                                        |                                        |
| 1957/58 | CCA București                          |                                        |                                        |                                        |                                        |
| 1958/59 | CCA București                          |                                        | U Cluj                                 | Dinamo București                       | Dinamo Târgu Mureș                     |
| 1959/60 | CCA București                          |                                        | Dinamo Târgu Mureș                     | U Cluj                                 |                                        |
| 1960/61 | CCA București                          |                                        | Dinamo Târgu Mureș                     | Dinamo București                       | Rapid București                        |
| 1961/62 | CCA București                          |                                        | U Cluj                                 |                                        |                                        |
| 1962/63 | CCA București                          |                                        | U Cluj                                 |                                        |                                        |
| 1963/64 | CCA București                          |                                        |                                        |                                        |                                        |
| 1964/65 | Dinamo București                       |                                        |                                        |                                        |                                        |
| 1965/66 | CCA București                          |                                        |                                        | U Cluj                                 |                                        |
| 1966/67 | CCA București                          |                                        |                                        | U Cluj                                 |                                        |
| 1967/68 | Dinamo București                       |                                        |                                        |                                        |                                        |
| 1968/69 | Dinamo București                       |                                        | Steaua București                       | Politehnica București                  | Rapid București                        |
| 1969/70 | Dinamo București                       |                                        | Steaua București                       | U Cluj                                 | Universitatea Timișoara                |
| 1970/71 | Dinamo București                       |                                        |                                        |                                        |                                        |
| 1971/72 | Dinamo București                       |                                        |                                        |                                        |                                        |
| 1972/73 | Dinamo București                       |                                        | Steaua București                       | U Cluj                                 |                                        |
| 1973/74 | Dinamo București                       |                                        | Steaua București                       |                                        |                                        |
| 1974/75 | Dinamo București                       |                                        | Steaua București                       | Universitatea Timișoara                | IEFS București                         |
| 1975/76 | Dinamo București                       |                                        | Steaua București                       | U Cluj                                 |                                        |
| 1976/77 | Dinamo București                       |                                        | Steaua București                       | U Cluj                                 |                                        |
| 1977/78 | Steaua București                       |                                        | Dinamo București                       | U Cluj                                 | ICED București                         |
| 1978/79 | Dinamo București                       |                                        | Steaua București                       | ICED București                         | Farul Constanța                        |
| 1979/80 | Steaua București                       |                                        |                                        |                                        |                                        |
| 1980/81 | Steaua București                       |                                        |                                        |                                        |                                        |
| 1981/82 | Steaua București                       |                                        |                                        |                                        |                                        |
| 1982/83 | Dinamo București                       |                                        | Steaua București                       | Rapid București                        | ICED București                         |
| 1983/84 | Steaua București                       |                                        | Dinamo București                       | ICED București                         | Rapid București                        |
| 1984/85 | Steaua București                       |                                        | Dinamo București                       | ICED București                         | Dinamo Oradea                          |
| 1985/86 | Steaua București                       |                                        |                                        |                                        |                                        |
| 1986/87 | Steaua București                       |                                        |                                        |                                        |                                        |
| 1987/88 | Dinamo București                       |                                        | Steaua București                       | ICED București                         | Dinamo Oradea                          |
| 1988/89 | Steaua București                       |                                        | Dinamo București                       | ICED București                         | Dinamo Oradea                          |
| 1989/90 | Steaua București                       |                                        | Dinamo București                       | CSU Balanța Sibiu                      | ICED București                         |
| 1990/91 | Steaua București                       |                                        | "U" Fimaro Cluj                        |                                        |                                        |
| 1991/92 | "U" Fimaro Cluj                        |                                        | Dinamo București                       | Steaua București                       | CSU Balanța Sibiu                      |
| 1992/93 | "U" Fimaro Cluj                        |                                        | Dinamo București                       |                                        |                                        |
| 1993/94 | Dinamo București                       |                                        | "U" Fimaro Cluj                        |                                        |                                        |
| 1994/95 | CSU Atlassib Sibiu                     |                                        |                                        | "U" SM Invest Cluj                     |                                        |
| 1995/96 | "U" SM Invest Cluj                     |                                        | Steaua București                       | CSU Forest SIBIU                       | Elba Timișoara                         |
| 1996/97 | Dinamo București                       |                                        |                                        |                                        |                                        |
| 1997/98 | Dinamo București                       |                                        |                                        |                                        |                                        |
| 1998/99 | CSU Atlassib Sibiu                     |                                        |                                        | U Carbochim Cluj                       |                                        |
| 1999/00 | BCM U Pitești                          |                                        |                                        |                                        |                                        |
| 2000–01 | West Petrom Arad                       | 3–0                                    | Asesoft Ploiești                       |                                        |                                        |
| 2001–02 | West Petrom Arad                       | 3–2                                    | Dinamo București                       |                                        |                                        |
| 2002–03 | Dinamo București                       | 3–2                                    | West Petrom Arad                       |                                        |                                        |
| 2003–04 | Asesoft Ploiești                       | 3–1                                    | Dinamo București                       |                                        |                                        |
| 2004–05 | CSU Asesoft Ploiești                   | 3–1                                    | Dinamo Erbașu București                | CS Rompetrol București                 | CSU Bere Trei Stejari Sibiu            |
| 2005–06 | Asesoft Ploiești                       | 4–1                                    | BU Poli Carbochim Cluj                 |                                        |                                        |
| 2006–07 | Asesoft Ploiești                       | 4–1                                    | Argeș Pitești                          | BU Poli Mobitelco Cluj                 |                                        |
| 2007–08 | Asesoft Ploiești                       | 4–3                                    | U Mobitelco Cluj                       |                                        |                                        |
| 2008–09 | CSU Asesoft Ploiești                   | 4–0                                    | BCM Elba Timișoara                     | CSU Municipal Cuadripol Brașov         | CSU Atlassib Sibiu                     |
| 2009–10 | Asesoft Ploiești                       | 4–0                                    | U Mobitelco Cluj                       | Gaz Metan Mediaș                       | BCM Elba Timișoara                     |
| 2010–11 | U Mobitelco Cluj                       | 4–2                                    | Asesoft Ploiești                       | Steaua Turabo București                | Gaz Metan Mediaș                       |
| 2011–12 | Asesoft Ploiești                       | 4–0                                    | Timișoara                              | Gaz Metan Mediaș                       | U Mobitelco Cluj                       |
| 2012–13 | Asesoft Ploiești                       | 4–2                                    | BC Mureș Târgu Mureș                   | CSM Oradea                             | Gaz Metan Mediaș                       |
| 2013–14 | Asesoft Ploiești                       | 3–2                                    | CSM Oradea                             | BC Mureș                               | U BT Mobitelco Cluj                    |
| 2014–15 | Asesoft Ploiești                       | 3–0                                    | BC Mureș                               | CS Energia Tg Jiu                      | Steaua CSM Eximbank București          |
| 2015–16 | CSM Oradea                             | 3–2                                    | BC Mureș                               | Steaua CSM Eximbank București          | U-Banca Transilvania Cluj              |
| 2016-17 | U-BT Cluj-Napoca                       | 3–0                                    | Steaua CSM Eximbank București          | CSM CSU Oradea                         | BC CSU Sibiu                           |
| 2017-18 | CSM Oradea                             | 3–1                                    | Steaua CSM Eximbank                    | U-Banca Transilvania Cluj              | BC CSU Sibiu                           |
| 2018-19 | CSM Oradea                             | 3–1                                    | BC CSU Sibiu                           | U-Banca Transilvania Cluj              | SCMU Craiova                           |
| 2019–20 | Anulat din cauza pandemiei de COVID-19 | Anulat din cauza pandemiei de COVID-19 | Anulat din cauza pandemiei de COVID-19 | Anulat din cauza pandemiei de COVID-19 | Anulat din cauza pandemiei de COVID-19 |
| 2020-21 | U-BT Cluj-Napoca                       | 3–2                                    | CSM Oradea                             | FC Argeș Pitești                       | CSO Voluntari                          |
| 2021–22 | U-BT Cluj-Napoca                       | 3–1                                    | CSO Voluntari                          | CSM CSU Oradea                         | FC Argeș Pitești                       |
| 2022–23 | U-BT Cluj-Napoca                       | 4–2                                    | CSM CSU Oradea                         | BC CSU Sibiu                           | CS Rapid Bucuresti                     |
| 2023–24 | U-BT Cluj-Napoca                       | 4–1                                    | CSM Oradea                             | CSO Voluntari                          | FC Argeș Pitești                       |
| 2024-25 | U-BT Cluj-Napoca                       | 3–2                                    | CSM Oradea                             | CS Vâlcea 1924                         | CSO Voluntari                          |

## Campioni
| Loc | Club                        | Titluri | Ani |
| --- | --------------------------- | ------- | --- |
| 1   | Dinamo București            | 22      | 1952-53, 1953-54, 1954-55, 1956-57, 1964-65, 1967-68, 1968-69, 1969-70, 1970-71, 1971-72, 1972-73, 1973-74, 1974-75, 1975-76, 1976-77, 1978-79, 1982-83, 1987-88, 1993-94, 1996-97, 1997-98, 2002-03 |
| 2   | Steaua București            | 21      | 1955-56, 1957-58, 1958-59, 1959-60, 1960-61, 1961-62, 1962-63, 1963-64, 1965-66, 1966-67, 1977-78, 1979-80, 1980-81, 1981-82, 1983-84, 1984-85, 1985-86, 1986-87, 1988-89, 1989-90, 1990-91          |
| 3   | Asesoft Ploiești            | 11      | 2003-04, 2004-05, 2005-06, 2006-07, 2007-08, 2008-09, 2009-10, 2011-12, 2012-13, 2013-14, 2014-15 |
| 4   | U-BT Cluj-Napoca            | 10      | 1991-92, 1992-93, 1995-96, 2010-11, 2016-17, 2020-21, 2021-22, 2022-23, 2023-24, 2024-25 |
| 5   | CSM Oradea†                 | 3       | 2015-16, 2017-18, 2018-19 |
| 6   | CSU Atlassib Sibiu          | 2       | 1994-95, 1998-99 |
| 7   | BC Vest Petrom Arad         | 2       | 2000-01, 2001-02 |
| 8   | Metalul 23 August București | 2       | 1950-51, 1951-52 |
| 9   | CSU Pitești                 | 1       | 1999-2000 |

## Titluri pe orașe
| AradBucureștiCluj-NapocaOradeaPiteștiPloieștiSibiu Locațiile campioanelor din România. · Albastru: peste 10 titluri; Verde: 6-10 titluri; Galben: 2-5 titluri; Roșu: un titlu. | Steaua DinamoMetalul 23 August Campioanele din București. · Albastru: peste 10 titluri; Verde: 6-10 titluri; Galben: 2-5 titluri; Roșu: un titlu. |

| Regiune      | Județe    | Orașe       | Titluri | Cluburi                                         |
| ------------ | --------- | ----------- | ------- | ----------------------------------------------- |
| Muntenia     | București | București   | 45      | Dinamo (22), Steaua (21), Metalul 23 August (2) |
| Muntenia     | Prahova   | Ploiești    | 11      | Asesoft Ploiești (11)                           |
| Transilvania | Cluj      | Cluj-Napoca | 10      | U-BT Cluj-Napoca (10)                           |
| Crișana      | Bihor     | Oradea      | 3       | CSM Oradea (3)                                  |
| Transilvania | Sibiu     | Sibiu       | 2       | CSU Atlassib Sibiu (2)                          |
| Crișana      | Arad      | Arad        | 2       | BC Vest Petrom Arad (2)                         |
| Muntenia     | Argeș     | Pitești     | 1       | CSU Pitești (1)                                 |

## Recorduri și premiere
- Cel mai de succes club este Dinamo București cu 22 de titluri urmată îndeaproape de Steaua București cu 21 de titluri. 
  - Cele mai multe titluri consecutive:

| # | Echipa           | Titluri | Sezoane consecutive                                                                      |
| - | ---------------- | ------- | ---------------------------------------------------------------------------------------- |
| 1 | Dinamo București | 10      | 1967-68, 1968-69, 1969-70, 1970-71, 1971-72, 1972-73, 1973-74, 1974-75, 1975-76, 1976-77 |
| 2 | Steaua București | 7       | 1957-58, 1958-59, 1959-60, 1960-61, 1961-62, 1962-63, 1963-64                            |
| 2 | Asesoft Ploiești | 7       | 2003-04, 2004-05, 2005-06, 2006-07, 2007-08, 2008-09, 2009-10                            |
| 4 | U-BT Cluj-Napoca | 5       | 2020-21, 2021-22, 2022-23, 2023-24, 2024-25                                              |
| 5 | Steaua București | 4       | 1983-84, 1984-85, 1985-86, 1986-87                                                       |
| 5 | Asesoft Ploiești | 4       | 2011-12, 2012-13, 2013-14, 2014-15                                                       |
| 7 | Dinamo București | 3       | 1952-53, 1953-54, 1954-55                                                                |
| 7 | Steaua București | 3       | 1965-66, 1966-67, 1977-78                                                                |
| 7 | Steaua București | 3       | 1979-80, 1980-81, 1981-82                                                                |
| 7 | Steaua București | 3       | 1988-89, 1989-90, 1990-91                                                                |

- Asesoft Ploiești (FIBA EuroCup Challenge, în 2005) și CSO Voluntari (ENBL, în 2025) sunt singurele cluburi din țară care au câștigat o cupă europeană .